# Kreisklinik Wörth an der Donau

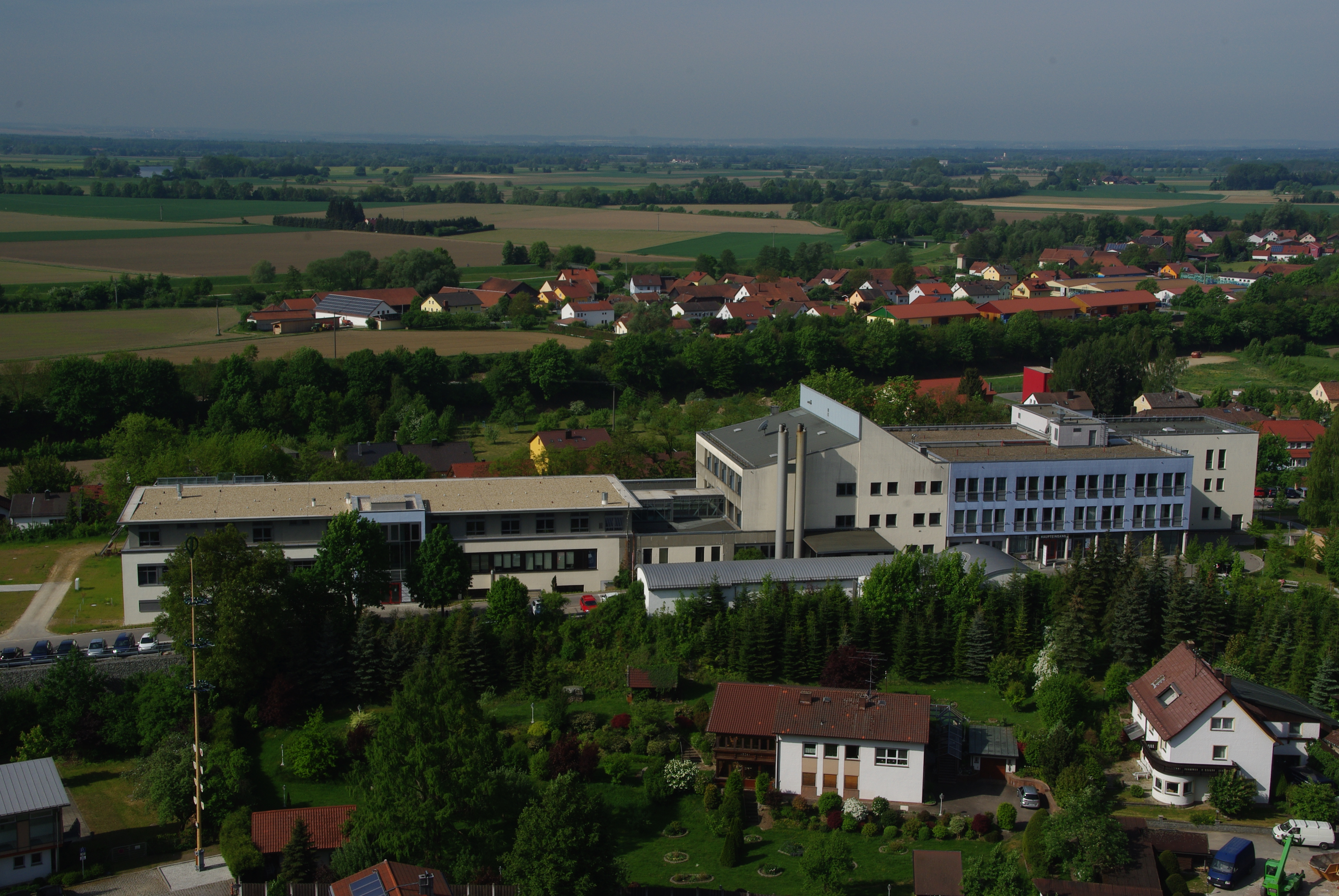
Kreisklinik und Gesundheits-Kompetenz-Zentrum Wörth an der Donau

Die Kreisklinik Wörth a.d.Donau (früher Kreiskrankenhaus Wörth) ist eine vom TÜV zertifizierte Klinik und wird als Eigenbetrieb der Grund- und Regelversorgung unternehmerisch geführt. Es ist das einzige Krankenhaus in Trägerschaft des Landkreises Regensburg in der Oberpfalz in Bayern und hat sich durch die Bildung von Kooperationen und Netzwerken mit niedergelassenen Ärzten und Kliniken zu einem Gesundheits-Kompetenz-Zentrum entwickelt. Seit 30. Juli 2016 ist es zudem ein Akademisches Lehrkrankenhaus der Universität Regensburg.

## Geschichte
Auf Initiative eines Ortsgeistlichen entstand 1859 am „Petersplatz“ in Wörth an der Donau das erste Distriktskrankenhaus. Die Patienten wurden von Schwestern aus dem Orden der Armen Franziskanerinnen, später auch Mallersdorfer Schwestern genannt, versorgt.
Im Jahr 1920 wurde am heutigen Standort „Am Hohen Rain“ ein neues Bezirks-Krankenhaus, nach damaligen modernsten Stand, eingeweiht. Für bis zu 40 Patienten standen Operationsraum, eine Röntgenanlage, Räume für Liegekuren sowie Bäder zur Verfügung. 1956 wurde das inzwischen zu klein gewordene Krankenhaus um einen Bettentrakt mit Bäder- und Massageabteilung erweitert.
Ab dem Jahr 1972 erfolgten umfangreiche Modernisierungsarbeiten und ein zusätzlicher Erweiterungstrakt entstand. Hier waren technische Anlagen, moderne OP-Räume mit Nebenräumen und Ambulanz, Krankenzimmer, eine gynäkologische Abteilung mit Entbindungsstation und Säuglingszimmer untergebracht.
In den Jahren 1987 bis 1994 wurden weitere Umbau- und Sanierungsmaßnahmen durchgeführt. Alle Organisationsabläufe für die Patientenversorgung konnten nochmals optimiert werden. Auch die Pflegebereiche des Bauwerkes von 1956 wurden ausgiebig saniert, ein nochmaliger Anbau für die Funktionsbereiche Kardiologie und Gastroenterologie wurde erstellt, die Eingangs- und Außenbereiche neu gestaltet und die Krankenhauszufahrt neu gebaut. Auch fanden umfangreiche Sanierungen im OP- und Intensivbereich statt, ein Aufwachraum wurde geschaffen und Teile der Haustechnik erneuert.
Im Juli 2002 begann man mit der Generalsanierung des Kreiskrankenhauses. Die Kosten dieser Maßnahme beliefen sich auf etwa 17,4 Mio. Euro. Bereits ein Jahr später, im September 2003, konnte die Einweihung eines Neubaus aus dem 1. Bautakt gefeiert werden. In diesem Herzstück der Klinik sind u. a. die Krankenhauskapelle, die Eingangshalle sowie zwei Stationen mit Patientenzimmern untergebracht. 2005 konnten weitere sechs Krankenzimmer mit 18 Betten sowie zwei Schwesternstützpunkte und Aufenthaltsräume bezogen werden. Damit standen 22 neue Krankenzimmer mit 51 Betten zur Verfügung. In die erweiterte Röntgenabteilung wurde ein Computertomograph eingebaut und eine großzügig ausgestattete Notaufnahme-Einheit mit Untersuchungs- und Behandlungsräume sowie weitere neue Krankenzimmer wurden ihrer Bestimmung übergeben. Auch wurde eine zentrale Aufnahmeeinheit und ein weiterer Operationssaal, eine neue Gebäudetechnik, das Labor und die Bettenzentrale neu geschaffen.
In weiteren Bautakten ab dem Jahr 2007 erfolgten nicht nur die Erneuerung der gesamten Gebäudetechnik, sondern auch die Sanierung der restlichen Patientenzimmer, der Umbau der physikalischen Therapie und der Küche sowie die Sanierung des OP-Bereiches und der Intensivstation. Mit diesem Maßnahmenpaket des Landkreises Regensburg stellte sich die Kreisklinik Wörth, wie sie seither heißt, als bedarfsgerechte und medizinisch leistungsfähige Einrichtung dar. Im Jahr 2012 trat das Krankenhaus dem Kliniknetzwerk Klinik-Kompetenz-Bayern bei, in dem sich zahlreiche Kliniken organisieren, gemeinsam Mitarbeiter aus- und weiterbilden, sowie sich gemeinsam gegenüber den politischen Entscheidungsträgern positionieren.
In den Jahren 2015 bis 2018 wurden an der Kreisklinik Wörth an der Donau wiederum knapp 19 Millionen Euro durch den Landkreis Regensburg investiert. Diese Investitionen waren Teil eines Programms des Freistaats Bayern zur Modernisierung der bayrischen Kliniken, das insgesamt ein Budget von 293 Millionen Euro umfasste. Die erste Tranche von 2,5 Millionen Euro wurde der Kreisklinik aufgrund der guten Haushaltslage des Freistaats bereits im Jahr 2016 zur Verfügung gestellt. Im Zuge dieser Investitionsmaßnahmen wurde die Kreisklinik um einen Hybrid-Operationsraum erweitert und die Intensiv- und Endoskopie-Abteilungen sowie die Zentralsterilisation saniert und ausgebaut. Zudem wurde die Klinikkantine erweitert und die Krankenhausleitung bezog neue Räumlichkeiten. Bis zum Abschluss der Erweiterungen im Juli und August 2017 wurden hierfür neun Millionen Euro investiert. Der Hybrid-OP-Saal wurde bis 2018 für einen Betrag von 1,9 Millionen Euro ausgebaut.
Im Jahr 2018 stellte die Klinik die Dokumentation der Behandlung von papiergesteützter Dokumentation auf elektronische Datenerfassung um. Die sogenannte „digitale Patientenkurve“ gibt zudem Aufschluss über die individuelle Medikation des jeweiligen Patienten und damit eventuell verbundene Nebenwirkungen. Die Einführung des digitalen Dokumentationssystems, an das auch der Rettungsdienst angebunden ist, kostete 450.000 Euro, die aus eigenen Mitteln der Klinik aufgebracht wurden.

## Zertifizierungen
Die Klinik bekam 2014 das Zertifikat „EndoProthetikZentrum der Maximalversorgung“; damit war die Kreisklinik die 14. Klinik in Bayern, die dieses Gütesiegel erhalten hat. Im September 2016 ist das neu gegründete Fußzentrum Ostbayern mit Standorten in Neutraubling, Straubing sowie der Kreisklinik Wörth als bisher siebtes Zentrum für Fuß- und Sprunggelenkschirurgie in Deutschland und als erste Einrichtung in Ostbayern zertifiziert worden.

## Zahlen, Daten, Fakten
- 381 Mitarbeiter (ohne Auszubildende)

davon:
- 69 Ärzte
- 208 Pflegekräfte
- 104 Sonstige Angestellte

sowie
- 120 Betten
- circa 6.400 stationäre Patienten (inkl. IGV) im Jahr 2015
- circa 19.600 ambulante Patienten im Jahr 2015
- Klinikhaushalt 2015: 40,282 Millionen Euro
- darin enthaltenes Investitionsvolumen 2015: 7,579 Millionen Euro
- die Auslastungsquote betrug 2016 durchschnittlich 90 Prozent
- Steigerung der Patientenzahl seit 2010 ca. 30 Prozent

## Hauptabteilungen (HA) und Belegabteilungen (BA)
An der Klinik befinden sich folgende medizinische Fachabteilungen:
- Innere Medizin – (HA)
- Chirurgie – (HA)
- Anästhesiologie, Intensivmedizin, Notfallmedizin und Schmerztherapie
- Orthopädie – (BA)
- Frauenheilkunde – (BA)

## Konsiliarärzteschaft und Facharztzentrum
Im März 2013 eröffnete ein an die Klinik angegliedertes Facharztzentrum mit etwa 30 Ärzten. Damit wird die wohnortnahe fachärztliche Versorgung der Bevölkerung und die Verzahnung von ambulanter und stationärer Patientenversorgung unter einem Dach sichergestellt.
Facharztabteilungen:
- Orthopädie
- Gefäßchirurgie
- Urologie
- Neurologie
- Kinder – Pulmologie
- Augenheilkunde
- Onkologie
- Neurochirurgie
- HNO-Heilkunde
- Diabetologie
- Radiologie
- Neurochirurgie
- Dermatologie

## Medizintechnik
Wichtiger Bestandteil der medizinischen Versorgung in der Kreisklinik sind der Einsatz medizinischer Großgeräte wie Computertomograph (CT), Durchleuchtungsarbeitsplatz sowie Kernspintomograph.

## Kooperationspartner
Die Kreisklinik Wörth arbeitet mit zahlreichen Kooperationspartnern zusammen:
AOK Bayern, Gefäßzentrum Regensburg, Krankenhaus der Barmherzigen Brüder, Regensburg, Radiologische Praxis in Regensburg, Regensburger Ärztenetz, Universitätsklinikum Regensburg sowie alle akademischen Lehrkrankenhäuser in Regensburg und dem Klinikum Sankt Elisabeth in Straubing.
Weitere Verbindungen bestehen zum Institut für Aus-, Fort- und Weiterbildung in Regensburg, dem Landratsamt Regensburg sowie zur Volkshochschule des Landkreises Regensburg.
Die Kreisklinik ist am Herzinfarktnetzwerk Regensburg beteiligt.

## Facharztweiterbildung
Die Kreisklinik nimmt an der Facharztweiterbildung im Rahmen ihrer Weiterbildungsermächtigungen durch die Bayerische Landesärztekammer teil.
Im Weiterbildungszentrum der Kreisklinik werden Facharztfortbildungen im Rahmen eines Fortbildungskalenders durchgeführt.

## Klinik-Kompetenz-Bayern eG
Die Kreisklinik Wörth gehört zur Klinik-Kompetenz-Bayern eG, ein freiwilliger Zusammenschluss von bayerischen kommunalen und freigemeinnützigen Krankenhäusern. Ziel ist es die Kliniken effektiv patientenorientiert zu vernetzen und durch den Zusammenschluss die medizinische Versorgung auf höchstem Niveau sicherzustellen. Die Kliniken geben bei diesem Zusammenschluss ihre Selbstständigkeit nicht auf.

## Umweltschutz und Sicherheit
Unter Einbindung der Klinikmitarbeiter wurden im Rahmen des Zertifizierungsverfahrens Umweltleitlinien und Umweltziele definiert. Darin verpflichtet sich die Kreisklinik durch regelmäßige Informationen und Schulungen über umweltrelevante Vorgänge, das Personal in den Umweltschutz einzubinden. Umweltbelastungen sollen vermieden und wirtschaftliche Einsparungen erreicht werden.
Im Juli 2000 wurde der Klinik erstmals das Umwelt-Zertifikat durch den TÜV Thüringen verliehen. Dies bescheinigt dem Krankenhaus ein gesichertes Umweltmanagement, das vorgegebene Normen eingeführt und in allen Krankenhausbereichen wirksam und überprüfbar anwendet.
Seit November 2010 wird die Wärmeversorgung durch Hackschnitzel aus einem neu errichteten Heizwerk abgedeckt. Das Haus nimmt als öffentlich rechtliche Einrichtung somit eine Vorbildfunktion ein.

### Sicherheit am Krankenhaus
Zahlreiche Maßnahmen stellen Hygiene und korrekte Anwendung von Medizinprodukten sicher. Das Krankenhaus setzt die Arbeitsschutz- und Unfallverhütungsvorschriften im Rahmen des Qualitäts- und Umweltmanagements praktikabel und überprüfbar um.

## Förderverein
Im November 2001 wurde zur Unterstützung der Kreisklinik ein Förderverein gegründet. Ziel des Vereins „Förderverein der Kreisklinik Wörth“ ist es durch Spenden und Mitgliedsbeiträge zusätzliche finanzielle Mittel für Investitionen aufzubringen, die von staatlichen Stellen und Krankenkassen nicht getragen werden. Es soll dabei eine stetige Weiterentwicklung der Qualität der Unterbringung, medizinische Versorgung und pflegerische Betreuung erreicht werden. Weiter wird die Gestaltung der Klinikräumlichkeiten durch Präsentationen und Vernissagen von Künstlern mit Lokalbezug unterstützt.

## Sonstiges
- Am 13. März 2015 besuchte der Regensburger Bischof Rudolf Voderholzer die Kreisklinik Wörth um sich über deren Leistungsspektrum zu informieren.

- Die Bayerische Staatsministerin für Gesundheit und Pflege Melanie Huml besuchte das Haus am 16. April 2015 und attestierte: „Diese Klinik ist ein Spitzenreiter in Bayern“.[10]

### Flugrettung
Auf dem Gelände der Kreisklinik befindet sich ein Hubschrauberlandeplatz der Flugrettung.

### Ärzte ohne Grenzen
Wolfgang Sieber, Chefarzt und ärztlicher Direktor der Kreisklinik, ist Mitglied der internationalen Organisation für medizinische Nothilfe Médecins Sans Frontières, auf Deutsch: Ärzte ohne Grenzen. Seit 2011 engagiert sich Sieber für das Dhulikhel-Hospital in Nepal um die ärztliche Versorgung des Landes zu verbessern. Nachdem das Land am 25. April 2015 von einem großen Erdbeben heimgesucht wurde, bot er ebenfalls seine Hilfe an.

### Gesundheitstag
Seit 2013 wird jährlich ein Gesundheitstag für alle Mitarbeiter der Kreisklinik veranstaltet. Vorträge zum Thema Stressbewältigung, aber auch physiotherapeutische Entspannungsübungen und sportwissenschaftliche Vorträge bis hin zu Infoständen der AOK Bayern, Apotheken, Sanitätshäusern sowie Infos über Homöopathie und Aromatherapie werden angeboten.

### Wörther Gesundheitsforum
Die Volkshochschule für den Landkreis Regensburg bietet im Rahmen der Reihe „Wörther Gesundheitsforum“ in Zusammenarbeit mit der Kreisklinik Vorträge an. Dabei referieren Ärzte der Kreisklinik über Erkrankungen, deren Heilung und behandeln Fragen der Vorbeugung und Vorsorge.